# Myristica impressa
Myristica impressa är en tvåhjärtbladig växtart som beskrevs av Otto Warburg. Myristica impressa ingår i släktet Myristica och familjen Myristicaceae. Inga underarter finns listade i Catalogue of Life.